# Lee Lang

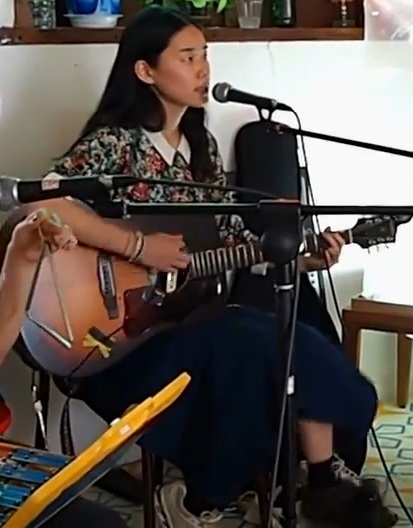
Lee Lang, 2012

Lee Lang  (* 5. Januar 1986; koreanisch 이랑) ist eine südkoreanische Sängerin, Songwriterin, Regisseurin und Illustratorin.
Ihr Lied 신의 놀이 (Playing God) wurde 2017 bei den Korean Music Awards als Bester Folksong ausgezeichnet.

## Filme
- 2011: 변해야한다 (You Have to Change)
- 2012: 유도리 (You Have to Decide)

## Diskografie
- 2011: 잘 알지도 못하면서, EP, Somoim Records (Südkorea)
- 2012: 욘욘슨, Album, Somoim Records (Südkorea), 2016 als ヨンヨンスン, Sweet Dreams Press (Japan)
- 2016: 신의 놀이, Album, Somoim Records (Südkorea)
- 2016: 신곡의 방 컴필레이션, Compilation, Helicopter Records (Südkorea)
- 2020: 환란의 세대, Album, Helicopter Records

## Bücher
- 2013: 이랑 네컷 만화, Your Mind. ISBN 978-89-969687-3-3.
- 2015: 내가 30대가 됐다, Soshimin work. ISBN 979-11-954271-1-6.
- 2016: 신의 놀이, Your Mind. ISBN 979-11-86946-03-9.
- 2016: 대체 뭐하자는 인간이지 싶었다. ISBN 979-11-5816-052-4.
- 2016: MY BIG DATA, Soshimin work. ISBN 979-11-954271-4-7.
- 2018: 나다운 페미니즘, Changbi. ISBN 978-89-364-5875-1.